# جونقلی
یکی از استان‌های کشور سودان جنوبی است. 
مرکز آن شهر بور است.